# Hans Ackermann (Jurist)
Hans Ackermann (* 16. August 1908 in Leipzig; † 3. Oktober 1995) war ein deutscher Jurist, Richter und Funktionär des Deutschen Alpenvereins (DAV).

## Leben
Der aus dem Königreich Sachsen stammende Hans Ackermann interessierte sich bereits frühzeitig für Alpinismus und trat im Alter von 14 Jahren der Sektion Oberland des Deutschen und Österreichischen Alpenvereins bei. 1926 wechselte er in die Sektion Hochland. In der Zeit des Nationalsozialismus wurde er im Jahre 1936 zum Richter am Amtsgericht München ernannt. Nach Ende des Zweiten Weltkrieges erfolgten seine Beförderung zum Oberregierungsrat und der Wechsel an das bayerische Justizministerium. Später wurde er Landgerichtsdirektor am Landgericht München I und Vorsitzender des Schwurgerichts. Als solcher war er 1950 u. a. beteiligt an den Strafprozessen gegen Walter Huppenkothen und Otto Thorbeck.
Den Höhepunkt seiner beruflichen Karriere erreichte Hans Ackermann 1957 mit seiner Berufung zum Richter am Bayerischen Verwaltungsgericht München, dessen Vizepräsident er später wurde.
1946 erfolgte die Wahl von Hans Ackermann zum Vorsitzenden der Sektion Hochland in München. Diese Funktion übte er bis zu seinem 73. Lebensjahr ununterbrochen aus. 1981 gab er den Vereinsvorsitz in jüngere Hände. Von 1950 bis 1965 war er zugleich Vorstandsmitglied des Deutschen Alpenvereins. Dort war er zunächst Jugendreferent, dann Kulturreferent und zuletzt bis 1965 Schatzmeister.